# Adactylotis contaminaria
Adactylotis contaminaria là một loài bướm đêm trong họ Geometridae.